# Campeonato de España de Ciclismo Contrarreloj 2009
La XVI edición del Campeonato de España de Ciclismo Contrarreloj se disputó el 26 de junio de 2009 entre Torrelavega y Altamira (Cantabria), por un circuito que constaba de 47,8 km de recorrido.
El ciclista del equipo Astana Alberto Contador consiguió su primer título de campeón de España en categoría profesional con un tiempo que rebajó en un minuto el que dio el oro en 2004 en este mismo circuito a otro gran especialista de la contrarreloj: José Iván Gutiérrez.
José Iván Gutiérrez, cuatro veces campeón nacional contra el crono, tuvo que conformarse esta vez con la quinta posición, tras sufrir una caída en el Alto del Bosque que le apartó del podio, cuando peleaba con el bronce con Rubén Plaza.
Con una participación de 25 corredores, el paso intermedio de Comillas (km. 27), una vez superado el Alto de la Hayuela, ya mostró que la carrera iba a ser cosa de cuatro corredores: el podio de 2008 (Luis León Sánchez, Rubén Plaza y José Iván Gutiérrez) y Alberto Contador.
El ciclista de Astana y Luis León cruzaron ese punto de referencia casi igualados (38:32 y 38:30), con cerca de medio minuto de ventaja sobre Plaza (38:49) y Gutiérrez (39:01).
Sin embargo, Alberto Contador se sintió mucho más a gusto en la segunda parte de la prueba e impuso su ley. Muy pronto remontó la exigua ventaja que le llevaba Luis León Sánchez y le endosó en los siguientes 20 kilómetros, 37 segundos de diferencia.

## Clasificación final
| \| Clasificación general \| Clasificación general \| Clasificación general \| Clasificación general \| Clasificación general \| \| Ciclista \| Ciclista \| Equipo \| Tiempo \| \| \| --------------------- \| --------------------- \| --------------------- \| --------------------- \| --------------------- \| \| 1.º \| Alberto Contador \| Astana \| 1 h 04 min 40 s \| \| \| 2.º \| Luis León Sánchez \| Caisse d'Épargne \| + 37 s \| \| \| 3.º \| Rubén Plaza \| Liberty Seguros \| + 1 min 05 s \| \| \| 4.º \| Paco Mancebo \| Rock Racing \| + 1 min 46 s \| \| \| 5.º \| Iván Gutiérrez \| Caisse d'Épargne \| + 1 min 50 s \| \| \| 6.º \| Jonathan Castroviejo \| Orbea \| + 2 min 01 s \| \| \| 7.º \| Carlos Barredo \| Quick Step \| + 2 min 18 s \| \| \| 8.º \| Eloy Teruel \| Contentpolis-Ampo \| + 2 min 20 s \| \| \| 9.º \| Xavi Tondo \| Andalucía-CajaSur \| + 2 min 20 s \| \| \| 10.º \| Arkaitz Durán \| Fuji-Servetto \| + 2 min 44 s \| \| |                      |                   |                 |
| |                      |                   |                 |
| |                      |                   |                 |
| Clasificación general |                      |                   |                 |
| Ciclista | Ciclista             | Equipo            | Tiempo          |
| 1.º | Alberto Contador     | Astana            | 1 h 04 min 40 s |
| 2.º | Luis León Sánchez    | Caisse d'Épargne  | + 37 s          |
| 3.º | Rubén Plaza          | Liberty Seguros   | + 1 min 05 s    |
| 4.º | Paco Mancebo         | Rock Racing       | + 1 min 46 s    |
| 5.º | Iván Gutiérrez       | Caisse d'Épargne  | + 1 min 50 s    |
| 6.º | Jonathan Castroviejo | Orbea             | + 2 min 01 s    |
| 7.º | Carlos Barredo       | Quick Step        | + 2 min 18 s    |
| 8.º | Eloy Teruel          | Contentpolis-Ampo | + 2 min 20 s    |
| 9.º | Xavi Tondo           | Andalucía-CajaSur | + 2 min 20 s    |
| 10.º | Arkaitz Durán        | Fuji-Servetto     | + 2 min 44 s    |